# چاه کیچی
چاه کیچی، روستایی در دهستان گنبد علوی بخش مرکزی شهرستان دلگان در استان سیستان و بلوچستان ایران است.

## جمعیت
بر پایه سرشماری عمومی نفوس و مسکن در سال ۱۳۹۵، جمعیت این روستا برابر با ۲٬۵۸۲ نفر (۶۰۶ خانوار) بوده‌است.